# ライアン・バー (野球)
ライアン・マシュー・バー（Ryan Matthew Burr, 1994年5月28日 - ）は、アメリカ合衆国コロラド州ダグラス郡ハイランズランチ出身のプロ野球選手（投手）。MLBのトロント・ブルージェイズ所属。右投右打。

## 経歴

### プロ入り前
2012年のMLBドラフト33巡目（全体1028位）でテキサス・レンジャーズから指名されたが、契約せずにアリゾナ州立大学へ進学した。
2013年にはアメリカ合衆国大学代表入りし、第39回日米大学野球選手権大会のメンバーとして来日している。
2014年も2年連続でアメリカ合衆国大学代表入りしている。

### プロ入りとダイヤモンドバックス傘下時代
2015年のMLBドラフト5巡目（全体136位）でアリゾナ・ダイヤモンドバックスから指名され、プロ入り。契約後、傘下のA-級ヒルズボロ・ホップスでプロデビュー。A級ケーンカウンティ・クーガーズでもプレーし、2球団合計で26試合に登板して4勝0敗3セーブ、防御率1.06、49奪三振を記録した。
2016年はルーキー級アリゾナリーグ・ダイヤモンドバックスとA級ケーンカウンティでプレーし、2球団合計で16試合に登板して1勝2敗、防御率3.52、20奪三振を記録した。
2017年はA級ケーンカウンティとA+級バイセイリア・ローハイドでプレーした。

### ホワイトソックス時代
2017年8月11日にインターナショナル・ボーナス・プール（海外選手契約金枠）とのトレードで、シカゴ・ホワイトソックスへ移籍した。移籍後は傘下のA+級ウィンストン＝セイラム・ダッシュでプレーし、移籍前を含めた3球団合計で45試合に登板して2勝2敗6セーブ、防御率1.65、88奪三振を記録した。
2018年、マイナーではAA級バーミングハム・バロンズとAAA級シャーロット・ナイツでプレーし、2球団合計で37試合に登板して4勝3敗2セーブ、防御率2.45、51奪三振を記録した。8月22日にメジャー契約を結んでアクティブ・ロースター入りし、翌23日のデトロイト・タイガース戦でメジャーデビュー。この年メジャーでは8試合に登板して防御率7.45、6奪三振を記録した。
2019年は初めて開幕をメジャーで迎えたが、6月にトミー・ジョン手術を受けることとなり、以降は全休した。離脱するまで16試合に登板して1勝1敗、防御率4.58、20奪三振を記録した。オフの12月2日にノンテンダーFAとなったが、ほどなくしてマイナー契約で再契約を結んで2020年のスプリングトレーニングに招待選手として参加することになった。
2020年は前年の手術、マイナーリーグ自体も新型コロナウイルスの影響で試合が開催されず、メジャーにも昇格しなかったため、公式戦の登板は無かった。
2021年5月27日にメジャー契約を結んでアクティブ・ロースター入りすると、31日のクリーブランド・インディアンス戦で2年ぶりのメジャー復帰登板を果たした。この年メジャーでは34試合（先発1試合）に登板して2勝1敗、防御率2.45、33奪三振を記録した。
2022年6月13日に自由契約となった。

### レイズ傘下時代
2022年8月30日にタンパベイ・レイズとマイナー契約を結んだ。2023年シーズンはAAA級ダーラム・ブルズでプレーした。オフにFAとなった。

### ブルージェイズ時代
2023年12月12日にフィラデルフィア・フィリーズとマイナー契約を結んだ。
2024年5月30日に金銭トレードでトロント・ブルージェイズへ移籍し、翌日アクティブ・ロースター入りした。

## 投球スタイル
最速98mph（約157.7km/h）の速球とカッターで全投球の9割を占める。

## 詳細情報
| 年 度    | 球 団    | 登 板 | 先 発 | 完 投 | 完 封 | 無 四 球 | 勝 利 | 敗 戦 | セ 丨 ブ | ホ 丨 ル ド | 勝 率 | 打 者 | 投 球 回 | 被 安 打 | 被 本 塁 打 | 与 四 球 | 敬 遠 | 与 死 球 | 奪 三 振 | 暴 投 | ボ 丨 ク | 失 点 | 自 責 点 | 防 御 率 | W H I P |
| -------- | -------- | ----- | ----- | ----- | ----- | -------- | ----- | ----- | -------- | ----------- | ----- | ----- | -------- | -------- | ----------- | -------- | ----- | -------- | -------- | ----- | -------- | ----- | -------- | -------- | ------- |
| 2018     | CWS      | 8     | 0     | 0     | 0     | 0        | 0     | 0     | 0        | 0           | ----  | 44    | 9.2      | 12       | 3           | 6        | 1     | 1        | 6        | 0     | 0        | 8     | 8        | 7.45     | 1.86    |
| 2019     | CWS      | 16    | 1     | 0     | 0     | 0        | 1     | 1     | 0        | 0           | .500  | 86    | 19.2     | 17       | 3           | 8        | 0     | 0        | 20       | 0     | 0        | 13    | 10       | 4.58     | 1.27    |
| 2021     | CWS      | 34    | 1     | 0     | 0     | 0        | 2     | 1     | 0        | 3           | .667  | 151   | 36.2     | 28       | 3           | 21       | 0     | 1        | 33       | 5     | 0        | 11    | 10       | 2.45     | 1.34    |
| 2022     | CWS      | 8     | 0     | 0     | 0     | 0        | 1     | 1     | 0        | 1           | .500  | 39    | 9.0      | 8        | 3           | 4        | 0     | 0        | 7        | 0     | 0        | 7     | 6        | 6.00     | 1.33    |
| 2024     | TOR      | 34    | 4     | 0     | 0     | 0        | 0     | 2     | 0        | 3           | .000  | 140   | 32.2     | 29       | 4           | 12       | 0     | 1        | 47       | 0     | 0        | 16    | 15       | 4.13     | 1.26    |
| MLB：5年 | MLB：5年 | 100   | 6     | 0     | 0     | 0        | 4     | 5     | 0        | 7           | .444  | 460   | 107.2    | 94       | 16          | 51       | 1     | 3        | 113      | 5     | 0        | 55    | 49       | 4.10     | 1.35    |

- 2024年度シーズン終了時

### 年度別守備成績
| 年 度 | 球 団 | 投手（P） | 投手（P） | 投手（P） | 投手（P） | 投手（P） | 投手（P） |
| 年 度 | 球 団 | 試 合     | 刺 殺     | 補 殺     | 失 策     | 併 殺     | 守 備 率  |
| ----- | ----- | --------- | --------- | --------- | --------- | --------- | --------- |
| 2018  | CWS   | 8         | 0         | 2         | 0         | 0         | 1.000     |
| 2019  | CWS   | 16        | 1         | 3         | 0         | 0         | 1.000     |
| 2021  | CWS   | 34        | 2         | 2         | 0         | 1         | 1.000     |
| 2022  | CWS   | 8         | 1         | 0         | 1         | 0         | .500      |
| 2024  | TOR   | 34        | 2         | 1         | 1         | 0         | .750      |
| MLB   | MLB   | 100       | 6         | 8         | 2         | 1         | .875      |

- 2024年度シーズン終了時

### 背番号
- 61（2018年 - 2019年、2021年 - 2022年）
- 43（2024年 - ）

### 代表歴
- 第39回日米大学野球選手権大会アメリカ合衆国代表（2013年）